# Milladore (Wisconsin)
Milladore – miasto w Stanach Zjednoczonych, w stanie Wisconsin, w hrabstwie Wood.